# Федерико I Гонзага
Федерико I Гонзага (итал. Federico I Gonzaga, лат. Fridericus I Gonzaga), в некоторых источниках Федерико Горбун (итал. Federico il Gobbo; 25 июня 1441, Мантуя, Мантуанское маркграфство — 14 июля 1484, там же) — патриций Венеции с 1441 года, третий маркиз Мантуи с 1478 года. Представитель династии Гонзага. Сын маркиза Лудовико III и Барбары фон Гогенцоллерн.

## Биография
Федерико I Гонзага родился 25 июня 1441 года в Мантуе. Он был сыном Лудовико III Гонзага и Барбары Бранденбургской. Его учителями были Оньибене Бонизоли и Бартоломео Сакки (Платина). 6 июня 1463 года Федерико женился на Маргарите Баварской, дочери герцога Альбрехта III Баварского. Брак был устроен его матерью, Барбарой Бранденбургской. Федерико Гонзага был образованным человеком и ценителем искусств, Маргарита Баварская — красивой женщиной, попечительницей бедных.
14 июня 1478 года, через три дня после смерти отца, он стал маркизом Мантуанским. Во внешней политике, как и отец, придерживался промиланской ориентации. До того, как стать маркизом, Федерико служил кондотьером в армии герцога Миланского. И после того, как взошёл на престол, он был вынужден продолжить эту службу, из-за чего часто отлучался из Мантуи, оставляя вместо себя правителем Эусебио Малатесту, а армию маркграфства поручая Франческо Секку д’Арагона, мужу его сестры Катерины Гонзага.
Принял участие в нескольких сражениях на стороне Миланского герцогства против Венецианской республики, политика которой в те годы была весьма агрессивной. Во время одной из военных кампаний Франческо Секку занял Азолу, воспользовавшись интердиктом Папы Сикста IV, который тот наложил на Венецианскую республику. Позже, однако, было заключено перемирие между воюющими сторонами, и Лудовико иль Моро, регент герцогства Миланского, настоял на возвращении Азолы и других завоёванных территорий. Это стало ударом для Федерико I Гонзага, от которого он не смог оправиться и умер 14 июля 1484 года. Он был похоронен в церкви Святого Андрея в Мантуе.
Федерико I пытались отравить его родные братья, Джанфранческо и Родольфо, которые хотели таким образом занять престол маркграфства.
В 1478—1484 годах по его заказу архитектор Лука Фанчелли построил Domus Nova, палаццо Дукале с фасадом с видом на озеро.

## Брак и потомство
10 мая 1463 года в Мантуе был заключён брак между принцем Федерико Гонзага, будущим 3-м маркграфом Мантуи под именем Федерико I и принцессой Маргаритой фон Виттельсбах (01.01.1442 — 14.10.1479), дочерью Альбрехта III, герцога Баварско-Мюнхенского и Анны Брауншвейг-Грубенгагенской. В этом браке родились шестеро детей:
- Кьяра Гонзага (01.07.1464 — 02.06.1503), супруга Жильбера де Бурбона (1443 — 14.10.1496), графа де Монпансье и дофина Оверни;
- Франческо II Гонзага (10.08.1466 — 29.03. 1519), маркграф Мантуи, женился на принцессе Изабелле Феррарской и Моденской (08.05.1474 — 13.02.1539);
- Сиджизмондо Гонзага (1469 — 03.10.1525), кардинал, епископ Мантуи;
- Элизабетта Гонзага (09.02.1471 — 28.01.1526), супруга Гвидобальдо да Монтефельтро (24.01.1472 — 11.04.1508), герцога Урбино;
- Маддалена Гонзага (10.07.1472 — 08.08.1490), супруга Джованни Сфорца (05.07.1466 — 27.07.1510), сеньора Пезаро;
- Джованни Гонзага (1474 — 23.09.1525), сеньор Весковато, основатель ветви Гонзага-ди-Весковато, женился на Лауре Бентивольо (ум. 1523)[1].

Им также была узаконена незаконнорождённая дочь Луиджа Гонзага, о матери которой ничего неизвестно.